# Lorenzo Ausina Tur
Lorenzo Ausina Tur (Utiel; 22 de julio de 1915-?) fue un entrenador de fútbol español.

## Clubes
| Club                   | País      | Año       |
| ---------------------- | --------- | --------- |
| Alavés                 | España    | 1950-1952 |
| Racing de Ferrol       | España    | 1952-1953 |
| Salamanca              | España    | 1953-1954 |
| Real Avilés            | España    | 1954-1955 |
| Eldense                | España    | 1955-1956 |
| Barreirense            | Portugal  | 1956-1957 |
| Lusit. Évora           | Portugal  | 1957-1960 |
| Municipal              | Guatemala | 1961-1963 |
| Selección de Guatemala | Guatemala | 1963      |
| Marquense              | Guatemala | 1964      |
| Ron Botrán             | Guatemala | 1965      |
| Tipografía Nacional    | Guatemala | 1968-1969 |
| Selección de Guatemala | Guatemala | 1969      |
| CD Acero               | España    | 1975-1976 |
| UD Melilla             | España    | 1976-1977 |
| Xelajú MC              | Guatemala | 1985      |